# Newry City Football Club
Maillots
Dernière mise à jour : 11 octobre 2024.
Le Newry City Football Club est un club nord-irlandais de football basé à Newry.

## Historique
- 1923 : fondation du club sous le nom de Newry Town FC
- 2004 : le club est renommé Newry City FC

## Palmarès
- Championnat d'Irlande du Nord
  - Champion : 1998

- Coupe de la Ligue d'Irlande du Nord
  - Finaliste : 1990, 2009